# Keith Gatlin
Keith Gatlin (* 23. Dezember 1964 in Newark (New Jersey)) ist ein ehemaliger US-amerikanischer Basketballspieler, der als Profi in Europa spielte und mit Brandt Hagen 1994 Deutscher Pokalsieger und Vizemeister wurde. Nach der Rückkehr in sein Heimatland wurde Gatlin als Trainer tätig.

## Laufbahn

### Spieler
Als Schüler war Gatlin Mitglied der Basketballmannschaft der D. H. Conley High School in Greenville in North Carolina. Er wurde in seiner letzten Saison als Spieler des Jahres des US-Bundesstaates ausgezeichnet und erhielt mehr als 200 Angebote von Hochschulmannschaften.
Während seines Studiums spielte Gatlin für die Mannschaft der University of Maryland, genannt Terrapins oder kurz Terps. Er  stand in der ewigen Bestenliste der Hochschulmannschaft mit 649 Korbvorlagen auf dem ersten Platz, als er diese 1988 verließ, sein Wert wurde aber später von anderen Spielern übertroffen. Eine gewisse landesweite Berühmtheit errang Gatlin durch einen Korberfolg, bei dem er sich gewissermaßen selbst die Vorlage gab, als er in den Schlusssekunden der Verlängerung bei einem Einwurf unter dem gegnerischen Korb seinem Gegenspieler und späteren NBA-Meister Kenny Smith den Ball auf den Rücken warf und den abprallenden Ball dann selbst im Korb der UNC Tar Heels verwandelte, was dieses Spiel endgültig entschied. Gatlins Mannschaftskamerad, Zimmergenosse und Empfänger vieler seiner Vorlagen war Len Bias, seiner Zeit einer der talentiertesten und athletischsten Basketballspieler. Dessen durch Drogenmissbrauch ausgelösten Tod zwei Tage nach dem NBA-Draftverfahren 1986 löste einen der größten Skandale im US-amerikanischen Hochschulsport aus. Nach Gatlins eigener Überzeugung verhinderte diese Tragödie, dass er von einem NBA-Klub verpflichtet wurde.
Nach seinem Studium spielte Gatlin für mehrere Vereine in der Continental Basketball Association. In der Saison 1991/92 stand er im Kader der Greensboro City Gaters, einer Mannschaft der kurzlebigen Global Basketball Association, bestritt aber infolge einer Knieverletzung kein Spiel für diesen Verein. Danach wechselte Gatlin nach Europa und spielte zunächst in der deutschen Basketball-Bundesliga in Hagen. In seiner zweiten Saison 1993/94 bei diesem Verein gelang der Pokalsieg und der Einzug ins Finale um die deutsche Meisterschaft. In der Saison 1995/96 lag er mit 22,6 Punkten je Begegnung auf dem dritten Rang der Bundesliga-Korbjägerliste. 1996 wechselte er für eine Saison zu Panionios nach Athen in Griechenland, bevor er in die Bundesliga zurückkehrte und bei der damals „Flippers“ genannten Mannschaft des Vereins MTV 1846 Gießen spielte. Mit den Mittelhessen wurden jedoch in jener Saison die Play-offs um die Meisterschaft verpasst. Gatlin war jedoch mit 23,3 Punkten pro Spiel Korbschützenkönig der Bundesliga-Saison 97/98 und 1997 Gewinner des Dreipunktwurf-Wettbewerbs des All-Star Games der Bundesliga. Gatlin wurde als einer „der besten Offensivspieler“ bezeichnet, die jemals das Gießener Trikot trugen. Merkmale seines Auftretens auf dem Spielfeld waren ein guter Wurf, Übersicht, seine „Abgezocktheit“ und geschmeidige Bewegungen. In der Saison 1997/98 traf Gatlin für Gießen in einem Bundesligaspiel gegen seine frühere Mannschaft Hagen acht seiner neun Dreipunktewürfe. Insgesamt erzielte er während seiner Bundesliga-Zeit 2761 Punkte.
Im Anschluss spielte er noch zwei Spielzeiten im französischen Chalon-sur-Saône. In der Saison 1998/99 kam er in der Ligue Nationale de Basket auf einen Mittelwert von 18,8 Punkte je Begegnung. Im Spieljahr 1999/2000 fiel Gatlins Wert auf 15,9 Punkte. Sein letzter Verein war Al-Riyadi im libanesischen Beirut, wo er im Alter von 36 Jahren seine Spielerkarriere beendete.

### Trainer
Als Trainer betreute er die Schulbasketballmannschaft der Veritas Academy in Kernersville (North Carolina), die Mädchen an der Greensboro Day School (GDS) und war Co-Trainer der GDS-Jungenmannschaft. Ab 2009 war er an der Wesleyan Christian Academy in High Point tätig, trainierte dort ab 2011 unter anderem den später von den Portland Trail Blazers beim NBA-Draftverfahren ausgewählten Harry Giles sowie McDonald’s All-American Theo Pinson und war neun Jahre lang im Amt. 2013 und 2014 gewann die Schulmannschaft unter seiner Leitung als Trainer den Meistertitel in der Liga NCISAA.
Im Juli 2018 trat er das Amt als Co-Trainer der Basketballmannschaft der High Point University in der ersten Division der National Collegiate Athletic Association (NCAA) an. Dieses Amt übte Gatlin bis 2023 aus. Er wurde dann als Leiter des Basketballangebots einer Sportakademie tätig und arbeitete als solcher mit Spielern an deren sportlicher Weiterentwicklung.